# Simon Patmore
Simon Patmore (nascido em 29 de agosto de 1987) é um atleta paralímpico australiano. Representou a Austrália nos Jogos Paralímpicos de Verão de 2012 em Londres, na Inglaterra, onde foi medalha de bronze nos 200 metros da categoria T46, além de ouro nos Jogos da Commonwealth de 2010.

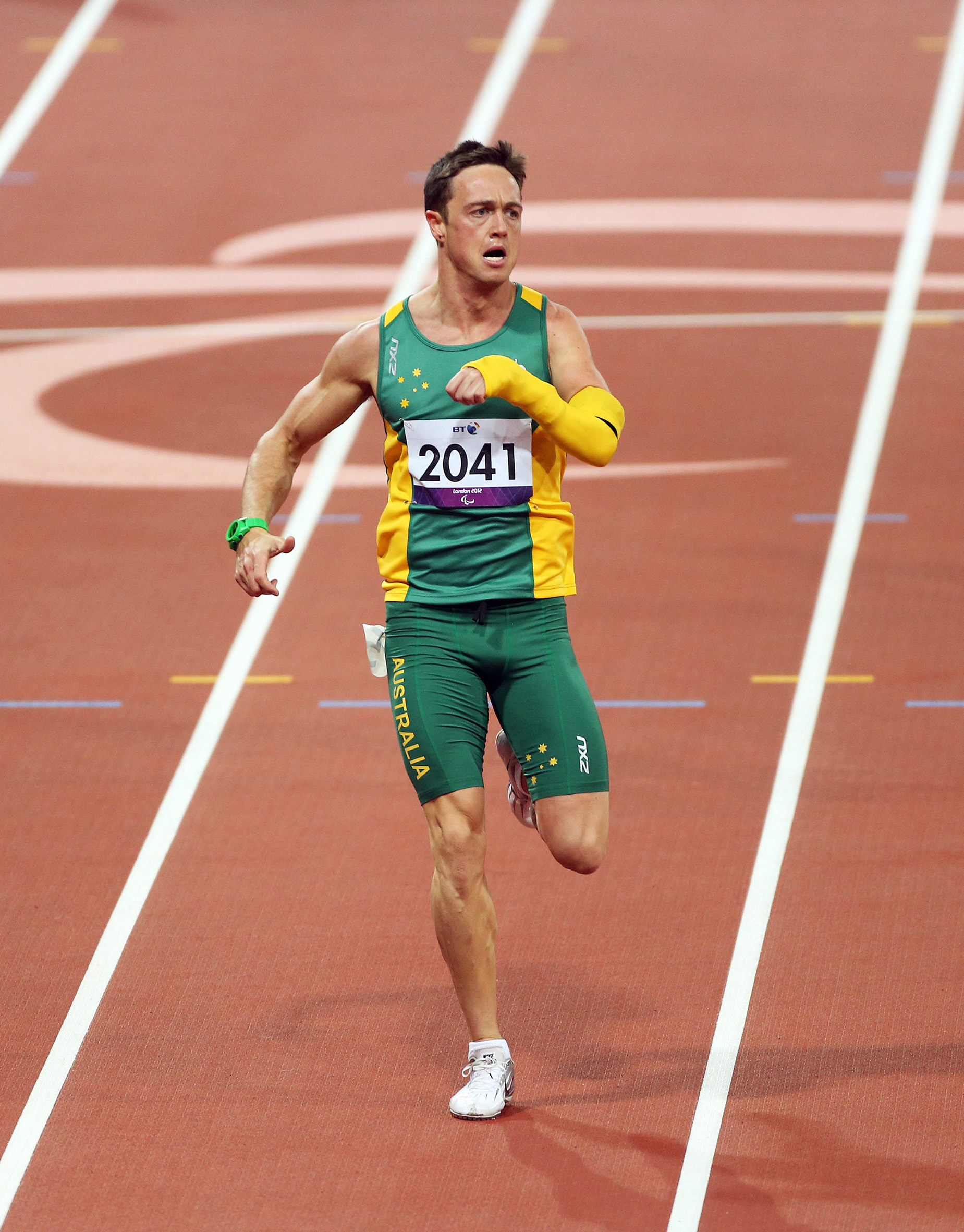
Patmore disputando a Olimpíada de Londres 2012.